# Морамо да разговарамо о Кевину
Морамо да разговарамо о Кевину (енгл. We Need to Talk About Kevin) амерички је психолошки трилер из 2011. режисерке Лин Ремзи снимљен по мотивима истоименог романа Лајонел Шрајвер. Радња се одвија на релацији прошлост- садашњост. Ева Хачадурјан (Тилда Свинтон) је измучена мајка чији је син починио ужасан злочин. Она покушава да преброди патњу која ју је задесила, али делује као да не може да се избори са свим тим напорима. Кроз низ флешбекова, Ева покушава да схвати шта је навело њеног сина да почини тај злочин.

## Радња филма
Ева и Френклин (Џон Си Рајли) су један срећан, заљубљен пар који заиста воли авантуру. Њихову срећу чине мале ствари: трчање по киши и пољупци док се држе за руке. Њихова веза обилује романтиком, не постоје тренуци у којима они нису срећни. Не постоје, све до тренутка када Ева не остане у другом стању. Ева одлази на обуку за труднице. Све труднице међусобно комуницирају са огромним осмесима на лицима и искрицама у очима, а Ева их изгубљено посматра. Излази из те собе пуне трудница и креће се ка излазу из те установе, када гомила малих девојчица обучених као балерине протрчи поред ње, док их Ева снуждено посматра, без имало емпатије. Чак и након порођаја, Ева седи са истим изразом лица када медицинска сестра доноси предивног, малог, тек рођеног дечака „поносној“ мајци. Дечаку се највише обрадовао Френклин. Дете је мало, потребна му је мајчинска брига и пажња, али једино кроз плач може да је затражи. Стога, Кевин (Роки Дјуер) често плаче, вришти, веома је гласан, што Еву из дана у дан све више иритира. Кевин расте. Породица се сели у већу кућу. Ева Кевину поклања више пажње од како су у новој кући: учи га да црта, пише, говори... Почиње да се навикава на њега, али кад-кад му говори да је била срећна пре него што се он родио. Како време одмиче, Кевин (Џаспер Њуел) има све већу потребу да јој напакости. Одбија да каже реч „мама“, иако сасвим флуентно изговара сложенице, одбија да се игра са Евом... Када Ева залепи и последњу географску карту на зиду своје собе (путовања су некада била извор њене среће), Кевин их све попрска фарбом која се налазила у једном пластичном пиштољу жуте боје. Кулминацију у свом том бунтовништву Кевин достиже када намерно обави нужду у пелени одмах након што га је мајка пресвукла и са циничним осмехом окрене се ка њој. Видно изнервирана, под афектом негативних емоција, Ева гурне Кевина који удара у зид и том приликом слама руку. Сада већ свесна учињеног, Ева хитно одвози Кевина до болнице како би му доктори ставили гипс.
Кевин пре Френклина примећује да је Ева трудна. Код Кевина се ствара жеља за пакошћу када види своју мајку срећну што држи бебу, Силију. Дечак сада покушава да придобије пажњу на различите начине, а да би добио жељено - поједе неке супстанце како би се разболео и на тај начин придобио пажњу и бригу своје мајке. И добија је. Ева брине о њему, чита му приче о Робину Худу, чини све да му буде боље. Кевин постаје умиљат, као да се преобразио у неку другу особу. Међутим, то траје све док не оздрави. Када се то деси, он наставља по старом- напакостити мајци. Једино што га чини срећним је Божић јер тада стижу поклони. Овај Божић је нарочито посебан из простог разлога што Кевин од оца добија сет- лук, стреле, мета и шешир Робина Худа. Чак и десет година касније, Кевин  (Езра Милер) се још увек игра луком и стрелом, сада додуше, много већима него раније. Вежбом је усавршио своју вештину гађања.
Доста се и одаљио од мајке са којом никада није имао неки нарочито присан однос, али сада је другачије. Чак га Ева изводи на вечеру, на терене мини-голфа и слично како би провела више времена са својим сином и како би успоставила комуникацију са њим. Прочитавши њене намере, Кевин јој ставља до знања да не жели никакву присност која никада заиста није ни постојала. У жељи да јој напакости, Кевин одлучује да би следећа жртва требало да му буде мала Силија (Ешли Гарасимович). Кевин просипа Силији киселину на очи. Силија сада има једно стаклено око преко кога носи повез, а њена мајка све више страхује да јој Кевин некако не науди поново. Френклин жели развод брака јер Ева живи у страху од Кевинових подлости, а он не верује да је Кевин способан за било шта од онога за шта га је Ева икада окривила. Овај разговор слуша Кевин са спрата. Преко интернета наручује огромну кутију катанаца за бицикле.
По одласку у школу, Кевин носи ту кутију, лук и стреле. Закључава салу за физичко катанцима и стрелама усмрти велики број својих вршњака и неколико професора. Остаје сам у сали са лешевима, поклања се (као глумац по завршетку представе) и излази из сале са подигнутим рукама. Маса људи се већ окупила испред тог објекта, панично вришти и посматра Кевина који излази са изразом задовољства на свом лицу. Полицајци га хапсе и одвозе у затвор, док доктори покушавају да спасу младе животе. Ева као део масе народа све то посматра са неверицом. Враћа се кући. Покушава да пронађе Френклина и Силију и налази их у башти прободене стрелама.
Ева се буди у својој оронулој кући, на свом каучу, у мајици „Лед цепелина“ која очигледно не припада њој. Свуда око ње су разбацане ствари, прави неред. На сточићу поред кревета стоји паковање неких таблета и чаша вина. Зидови и прозори куће су прекривени црвеном фарбом, али и Евин аутомобил. Ева излази из куће и новинама брише стакла свог црвеном бојом умазаног аутомобила, улази у њега и одлази на разговор за посао који и добија. Након разговора, Ева са фацијалном експресијом задовољства одлази кући, када је једна жена на улици свом својом снагом удара по лицу. Та жена је мајка једне од жртава масакра у средњој школи коју је Кевин похађао. Чини се да је Ева навикла на то насиље и на оштре погледе и осуде јер ова жена није једина која је напакостила некако Еви.
На крају, приказана је Евина свакодневна рутина- устајање, сређивање куће, одлазак на посао, мрки погледи на послу (али постоји само један радник који је љубазан према њој, а то је Колин (Алекс Манет) који можда очекује нешто више од пријатељства); одлазак у затвор (у посету Кевину), њихова конверзација, одлазак кући у касне сате, одлазак у кревет. Једино што се мења је однос Еве и Кевина. Нестала је мржња и жеља за пакошћу.

## Улоге
| Глумац            | Улога             |
| ----------------- | ----------------- |
| Тилда Свинтон     | Ева Хачадурјан    |
| Џон Си Рајли      | Френклин Пласкет  |
| Езра Милер        | Кевин Хачадурјан  |
| Џаспер Њуел       | Кевин као дечак   |
| Роки Дјуер        | Кевин као беба    |
| Ешли Герасимович  | Силија Хачадурјан |
| Шивон Фалон Хоган | Ванда             |
| Алекс Манет       | Колин             |